# اچ‌ام‌اس مونتاگ (۱۶۵۴)
اچ‌ام‌اس مونتاگ (۱۶۵۴) (به انگلیسی: HMS Montague (1654)) یک کشتی بود که طول آن ۱۱۷ فوت (۳۵٫۷ متر) بود.